# Herberhausen
Herberhausen is een dorp in de Duitse gemeente Göttingen in de deelstaat Nedersaksen. Het dorp werd in 1963 op eigen verzoek bij de stad Göttingen gevoegd. Het heeft het karakter van een dorp weten te behouden. 
Herberhausen wordt voor het eerst vermeld in een oorkonde uit 1293. Het oudste deel van de aan Cosmas en Damianus gewijde dorpskerk, de toren, dateert uit het begin van de veertiende eeuw. 

- Gemeinsame Normdatei: 4096263-5
- Library of Congress Control Number: n2004033762
- Nationale Bibliotheek van Israël: 987007499020105171
- Virtual International Authority File: 167876330
- WorldCat: E39PBJmXKJqCbjddpfW7DfdRKd